# Jim Crawford
Jim Crawford, britanski dirkač Formule 1, * 13. februar 1948, Dunfermline, Fife, Škotska, Združeno kraljestvo, † 6. avgust 2002, Tierra Verde, Florida, ZDA.

## Življenjepis
V svoji karieri je nastopil le na dveh dirkah v sezoni 1975 z dirkalnikom Lotus 72E moštva John Player Special Team Lotus, Veliki nagradi Velike Britanije, kjer je odstopil v osemindvajsetem krogu zaradi trčenja, in Veliki nagradi Italije, kjer je zasedel trinajsto mesto z več kot šestimi krogi zaostanka za zmagovalcem. V sezoni 1982 je osvojil naslov prvaka v prvenstvu Britanske Formule 1 s tremi zmagami, dvema najhitrejšima položajema in štirimi najhitrejšimi krogi. Med letoma 1984 in 1995 je sodeloval na dirki Indianapolis 500, najboljši rezultat je dosegel na dirki leta 1989, ko je zasedel četrto mesto. Umrl je leta 2002.

## Popolni rezultati Formule 1
(legenda) (odebeljene dirke pomenijo najboljši štartni položaj, poševne pa najhitrejši krog, †-uvrščen kljub odstopu)
| Leto | Moštvo                         | Šasija    | Motor             | 1   | 2   | 3   | 4   | 5   | 6   | 7   | 8   | 9   | 10     | 11  | 12  | 13     | 14  | Prv | Toč |
| ---- | ------------------------------ | --------- | ----------------- | --- | --- | --- | --- | --- | --- | --- | --- | --- | ------ | --- | --- | ------ | --- | --- | --- |
| 1975 | John Player Special Team Lotus | Lotus 72E | Ford Cosworth DFV | ARG | BRA | JAR | ŠPA | MON | BEL | ŠVE | NIZ | FRA | VB Ret | NEM | AVT | ITA 13 | ZDA | 0   | -   |